# Blairsden
Blairsden és una concentració de població designada pel cens dels Estats Units a l'estat de Califòrnia. Segons el cens del 2000 tenia 50 habitants.

## Demografia
Segons el cens del 2000, Blairsden tenia 50 habitants, 25 habitatges, i 12 famílies. La densitat de població era de 35,8 habitants per km².
Per edats la població es repartia de la següent manera: un 22% tenia menys de 18 anys, un 10% entre 18 i 24, un 28% entre 25 i 44, un 22% de 45 a 60 i un 18% 65 anys o més.
L'edat mediana era de 40 anys. Per cada 100 dones de 18 o més anys hi havia 116,7 homes.
La renda mediana per habitatge era de 33.393 $ i la renda mediana per família de 26.250 $. Els homes tenien una renda mediana de 41.250 $ mentre que les dones 24.444 $. La renda per capita de la població era de 15.004 $. Cap de les famílies i l'11,5% de la població estaven per davall del llindar de pobresa.

## Poblacions més properes
El següent diagrama mostra les poblacions més properes.